# Mariusz Wiesiak
Mariusz Wiesiak (né le 1er avril 1981 à Toruń) est un coureur cycliste polonais.

## Palmarès sur route

### Par année
- 2002
  - Roue tourangelle
  - Trophée Tempestini Ledo
  - Trophée David Susini
  - 2e du championnat de Pologne du contre-la-montre espoirs
  - 2e de la Coppa Caivano
  - 3e du Giro del Mendrisiotto
  - 3e du Gran Premio della Liberazione
- 2003
  - Coppa Caivano
  - Giro del Mendrisiotto
  - 7e étape de Pologne-Ukraine
  - Trophée David Susini
  - 3e du Trophée international Bastianelli
  - 3e du championnat de Pologne sur route espoirs
- 2004
  - 4e étape des Paths of King Nikola
  - 3e étape du Szlakiem Grodów Piastowskich
  - 1re étape du Tour du Japon
- 2005
  - 7e et 10e étapes du Tour du Cameroun
  - Memorial Sieminskiego
  - 2e étape du Tour de Hokkaido
- 2006
  - Archer International Grand Prix
  - 4e et 5e étapes du Tour de Hokkaido
  - 2e du Tour du Loir-et-Cher
- 2009
  - Prologue du Tour de Kumano
  - 3e du Grand Prix de Gommegnies
- 2012
  - 1re étape du Małopolski Wyścig Górski

### Classements mondiaux
| Année           | 2005   | 2006 | 2007 | 2008 | 2009 | 2010 | 2011   | 2012 | 2013 | 2014 |
| --------------- | ------ | ---- | ---- | ---- | ---- | ---- | ------ | ---- | ---- | ---- |
| UCI Africa Tour | 22e    |      |      |      |      |      |        |      |      |      |
| UCI Asia Tour   | 75e    | 82e  | 204e |      | 99e  |      | 262e   | 151e | 163e | 427e |
| UCI Europe Tour | 1 059e | 362e | 645e | 812e |      |      | 1 202e | 532e |      |      |

## Palmarès sur piste

### Championnats nationaux
- 1999
  - 2e du championnat de Pologne de vitesse par équipes
- 2000
  -  Champion de Pologne de vitesse par équipes (avec Marcin Mientki et Konrad Czajkowski)